# Еланское муниципальное образование (Саратовская область)
Еланское муниципальное образование — упразднённое сельское поселение в Балаковском районе Саратовской области Российской Федерации.
Административный центр — село Еланка.

## История
Статус и границы сельского поселения были установлены Законом Саратовской области от 27 декабря 2004 года № 103-ЗСО «О муниципальных образованиях, входящих в состав Балаковского муниципального района».
Законом Саратовской области от 28 апреля 2015 года № 41-ЗСО, Быково-Отрогское, Еланское, Комсомольское, Кормёжское, Красноярское, Маянгское, Наумовское, Новоелюзанское, Новополеводинское, Пылковское и Сухо-Отрогское муниципальные образования преобразованы, путём объединения, во вновь образованное «Быково-Отрогское муниципальное образование Балаковского муниципального района Саратовской области» с административным центром в селе Быков Отрог.

## Население
| 2010 | 2011  | 2012  | 2013  | 2014  | 2015  |
| ---- | ----- | ----- | ----- | ----- | ----- |
| 1683 | →1683 | ↘1674 | ↗1730 | ↗1734 | ↗1752 |

## Состав сельского поселения
| № | Населённый пункт | Тип населённого пункта       | Население |
| - | ---------------- | ---------------------------- | --------- |
| 1 | Бителяк          | хутор                        | 37        |
| 2 | Горино           | хутор                        | ↗103      |
| 3 | Еланка           | село, административный центр | ↗606      |
| 4 | Караси           | хутор                        | ↗120      |
| 5 | Плеханы          | село                         | ↗759      |
| 6 | Тупилкин         | хутор                        | 58        |